# Нинпеи
Нинпеи (仁平) је јапанска ера (ненко) која је настала после Кјуан и пре Кјуџу ере. Временски је трајала од јануара 1151. до октобра 1154. године и припадала је Хејан периоду. Владајући монарх био је цар Коное.

## Важнији догађаји Нинпеи ере
- 1151. (Нинпеи 1, први месец): Садаиџин Фуџивара но Јоринага добио је додатно овлашћење у царском двору као "Наи-кен" који му је дао могућност читања званичних писмених захтева пре него што их представи цару. Ова могућност је била дозвољена само људима са титулом „сеишо“ или „кампаку“ па настаје блага подела на двору. Фракција која подржава Јоринагу били су против дворског „даиџо даиџина“ Фуџиваре Тадамичија користећи сва средства како би подигли Јоринагину позицију. Међутим Јоринага је имао мало поштовалаца будући да га људи нису превише волели због каприциозног карактера. Његова тактика и стратегија за побољшање свог угледа усмерена су првенствено на смањење Тадамичијеве улоге и угледа на двору.[3]
- 13. април 1152. (Нинпеи 2, седми дан трећег месеца): Цар Коное посећује дом бившег цара Тобе како би прославио очев 50 рођендан. Цар је остао и следећи дан забављајући се уз плес и музику.[4]
- 28. јануар 1153. (Нинпеи 3, други дан првог месеца): Коное посећује очев дом. У истом месецу умире Таира но Тадамори а његово место преузима његов син Таира но Кијомори.[4]